# Cụm di tích phòng tuyến sông Như Nguyệt
Cụm di tích phòng tuyến sông Như Nguyệt là Di tích lịch sử cấp quốc gia 
thuộc Yên Phong và Thành phố Bắc Ninh, tỉnh Bắc Ninh được Bộ trưởng Bộ văn hóa Việt Nam Nông Quốc Chấn xếp hạng ngày 18 tháng 1 năm 1988 theo Quyết định số: 28-VH/QĐ và bổ sung ngày 9 tháng 1 năm 1990 theo Quyết định số: 34-VH/QĐ, bao gồm các di tích:
- Chùa Bồ Vàng, Bến sông Như Nguyệt (Tam Giang)
- Đền Xà, Ngã Ba Xà (Tam Giang)
- Đền Vọng Nguyệt (Tam Giang)
- Núi Đồn - Đền Núi (Yên Phụ)
- Cánh đồng Dinh (Yên Phụ)
- Điếm Trung Quân – Cầu Gạo (Yên Phụ)

- Đình Thọ Đức, Đền Can Vang, Chùa Tháp Linh (Tam Đa)
- Đình, Đền Quả Cảm, Chùa Kim Sơn (Hòa Long)
- Đình Chân Lạc, Đền Choà, Chùa Thiệu Khánh (Dũng Liệt)

### Đền Núi
Đền Yên Phụ nằm trên đỉnh núi Đồn (thường được gọi là Đền Núi), là một kiến trúc cổ bị phá hoại trong kháng chiến chống Pháp. Năm 1958, nhân dân địa phương xây dựng lại, Đền có kiến trúc hình chữ Tam, có 3 toàn chính. Tòa Tiền tế rộng 5 gian, làm bằng gỗ lim, theo lối con rồng, chân tảng bằng đá muối.
Đền Yên Phụ xưa thờ 3 vị thượng đẳng thần là: Cao Sơn Đại Vương, Khang Dân Phụ Quốc Đại Vương, U Nhàn Nương Hậu Phi Phu Nhân.
Đây là một di tích lịch sử có giá trị, trong đền có lưu giữ hàng chục đạo sắc phong thần của các triều đại phong kiến cùng nhiều cổ vật khác. Tấm bảng gỗ trong đền ghi lại sự tích thành hoàng làng và nhân dân Yên Phụ từng giúp đỡ Lý Thường Kiệt đại phá giặc tống, ghi lại nguyên văn bằng chữ Hán bài thơ “Thoái Lỗ’ của Lý Thường Kiệt, một áng hùng văn thiên cổ bất hủ của dân tộc ta.
Trong đền còn có nhiều caai đối ca ngợi vùng đất Thất Diệu Sơn gắn liền với những chiến tích, võ công oai hùng của dân tộc:
"Thoái lỗ trợ kỳ công, Lý tướng binh hồi thu dạ mộng.
Trừ yêu, đương chính khí, Diệu Sơn toàn hiện bắc thời Quang.
Nhất trận dực thiên uy, hiển thánh minh Vương thiên cổ tích.
Thất tinh chung địa mạch, ẩn thần thê sảng vạn niên từ."

### Điếm Trung Quân
Thuộc địa phận thôn Cầu Gạo. Đây là một vị trí quân sự của quân đội nhà Lý trong cuộc kháng chiến chống giặc Tống (1077)

### Làng Thọ Đức
Cũng giống như các làng cổ khác thuộc lưu vực sông Cầu, sông Thương, sông Cà Lồ. Làng Thọ Đức thờ thánh Tam Giang – những vị tướng nổi tiếng trung quân ái quốc dưới thời Triệu Việt Vương.
Theo truyền thuyết thánh Tam Giang: Ngày xưa ở làng Vân Mẫu, thành phố Bắc Ninh có một người con gái tên là Phùng Từ Nhan. Năm 18 tuổi, Từ Nhan chiêm bao thấy thần Long từ trên trời hạ xuống quấn mình trên sông Lục Đầu, sau đó bà mang thai 14 tháng và sinh hạ được cái bọc 5 con: 4 trai 1 gái. Do là con trời ban cho nên bà lấy họ Trương của Ngọc Hoàng đặt cho các con là Trương Hống, Trương Hát, Trương Lừng, Trương Lẫy và Trương Đạm Nương. Thời gian sau đó, Ngọc Hoàng sai Lã Tiên Ông xuống trần dạy văn võ cho 5 người con tại bãi Tràng Học gần nhà Cổ Trạch. Năm anh em đều văn võ song toàn, lớn lên hưởng ứng lời kêu gọi của Triệu Việt Vương, họ xung phòng làm tướng tiến đánh giặc Lương ở đầm Dạ Trạch và giành thắng lợi lớn. Trương Hống được phong tướng trấn giữ làng Tiên Tảo (Sóc Sơn, Hà Nội), Trương Hát được phong tướng trấn giữ làng Tam Lư (Từ Sơn, Bắc Ninh).
Khi Triệu Quang Phục lên ngôi vua, Lý Phật Tử đã đem quân đánh lại nhưng không thắng, bèn dùng kế cầu hôn gả con. Trương Hống và Trương Hát đã can Triệu Việt Vương nhưng Vua không nghe nên bị mắc mưu rồi bị đánh bại. Lý Phật Tử đoạt được ngôi vua, biết các ông là tướng tài giỏi bèn cho người mời ra làm quan. Song các ông nhất lòng trung quân, mắng lại rằng: “Tôi trung chẳng thờ hai vua, huống hồ hắn là kẻ vong ơn bội nghĩa?” Biết không thể khuất phục được, Lý Phật tử lệnh truy bắt các ông khắp nơi. Các ông biết không thoát được liền tự vẫn ở dòng sông Cầu để giữ trọn tấm lòng trung với vua. Ngọc Hoàng Thượng đế cảm thương đã sắc phong Trương Hống, Trương Hát làm thần sông. Nhân dân 372 làng dọc theo sông Cầu và các nơi hai ông từng đóng quân đánh giặc đều thương tiếc, lập đền thờ làm Thần. Các triều đại nhà Ngô, Đinh, Lê, Lý sau đó được âm phù giữ yên bờ cõi nên đều phong anh em họ Trương là Đức thánh Tam Giang - đại vương thượng đẳng thần. Thánh Tam Giang còn gắn liền với huyền thoại ra đời tác phẩm Nam quốc sơn hà, bản tuyên ngôn độc lập đầu tiên của người Việt.